# Faustrecht (Band)
Faustrecht war eine deutsche Rechtsrock-Band aus Schwaben.

## Bandgeschichte
Die Band Faustrecht wurde 1994 in Mindelheim als Hausband der ab 1996 verbotenen Organisation Skinheads Allgäu gegründet. Teile der Band waren außerdem in der ab 2000 verbotenen Organisation Blood and Honour tätig. 1996 wurde das Demo Geächtet aufgenommen. Bereits gegen Ende des Jahres wurde die Kassette vom Amtsgericht Kempten beschlagnahmt, 1999 entschied das Landgericht Kempten nach einem mehrjährigen Prozess ebenfalls auf Beschlagnahme. Die Mitglieder von Faustrecht wurden bei diesem Prozess der Volksverhetzung angeklagt, jedoch freigesprochen. 2000 wurde das Album zusätzlich indiziert. Das erste Album Blut, Schweiß und Tränen folgte 1997 über das Label Pühses Liste. Das Album wurde 2000 indiziert. 1999 folgte das Album Sozialismus oder Tod und 2002 die Eigenproduktion Klassenkampf. Danach löste sich die Gruppe für kurze Zeit auf.
Um 2003 kamen Teile der ursprünglichen Besetzung um Sänger „Nogge“, Gitarrist „Pep“ und Bassist „Michi“ wieder zusammen und spielten ab 2006 auch live, unter anderem 2007 auf einem belgischen Rechtsrock-Festival zu Ehren von Ian Stuart, dem verstorbenen Sänger von Skrewdriver und Begründer von Blood and Honour. Bei diesem Auftritt vor etwa 700 Rechtsrock-Fans wurden mehrfach Hitlergrüße gezeigt und es erklangen Sieg-Heil- beziehungsweise „Hail-Victory“-Rufe.
2005 erschien eine Split-CD mit der Band SPQR aus Italien. 2006 folgte die CD Blick zurück nach vorn über das eigene Label Conflict Records sowie Rebel Records und 2008 Das Recht zu hassen über Old School Records.
Die Band trat regelmäßig auf Konzerten von Blood and Honour im Ausland auf, so beispielsweise 2012 in Finnland, 2013 in Frankreich und 2014 im Vereinigten Königreich.
Die Band gab im Frühjahr 2018 auf ihrer Website ihre Auflösung bekannt.

## Ideologie und Rezeption
Die Bandmitglieder sind und waren Mitglieder zahlreicher rechtsextremer Organisationen und gehören zur treibenden Kraft der schwäbischen Skinhead-Szene. Die ersten Alben waren deutlich antisemitisch und rassistisch ausgerichtet. So unterstellte man auf dem Debütalbum im Lied F.G.B. den Juden Freimaurertum, Weltverschwörung und gab ihnen die Schuld am Ausbruch des Zweiten Weltkriegs. Auf den Tonträgern findet sich ein Zahnrad, das ein Symbol der nationalsozialistischen Deutschen Arbeitsfront war.
Im Laufe der Jahre wurde die Band gemäßigter. So sind die neueren Tonträger europäisch ausgerichtet und basieren auf der Strategie der Neuen Rechten. Unter anderem ist ein starker Antikapitalismus und Antikommunismus in den Texten ersichtlich. Die Texte sind außerdem in mehreren Sprachen, unter anderem englisch, italienisch und spanisch verfasst. Berührungsängste zur Punkszene sind keine vorhanden, existiert doch eine Coverversion des Songs Crucified als Tribut an Agnostic Front (das Lied stammt allerdings im Original von Iron Cross). Des Weiteren versucht die Gruppe auch über Albentitel wie Klassenkampf und Sozialismus oder Tod, tendenziell linke Themen zu besetzen. Dennoch äußert sich die Gruppe außerhalb Deutschlands (wie beispielsweise auf dem oben genannten Festival) weiterhin im alten Stil. Faustrecht waren auf mehreren Ausgaben der NPD-Schulhof-CD vertreten.
Mit etwa 100 Auftritten im nationalen und internationalen Rahmen wird Faustrecht von Jan Raabe, der als Experte für Rechtsrock gilt, „zu den wichtigsten und aktivsten Bands der extremen Rechten“ gezählt. Die Band bekenne sich bis heute (Stand 2014) zum sogenannten Skinhead Way of Life und stellt damit nach Ansicht Raabes „inzwischen eine Besonderheit in der extrem rechten Musikszene dar“, die sich in den letzten Jahren ansonsten von dieser Subkultur gelöst habe.
Das Bayerische Innenministerium stufte Faustrecht wiederholt als aktive rechtsextremistische Band ein, zuletzt im Februar 2018.

## Weitere Projekte der Mitglieder
Der Bassist/Liedschreiber der Gruppe ist Mitglied der Wiener Rechtsrock-Band Schlachthaus, die ebenfalls auf einer Schulhof-CD vertreten war. Ein ehemaliger Gitarrist war Mitglied der neonazistischen Band Pork Hunters.

## Diskografie

### Alben
- Blut, Schweiß und Tränen (1997) (indiziert)
- Sozialismus oder Tod (1999)
- Klassenkampf (2002)
- Ein Blick zurück im Zorn (2006)
- Das Recht zu hassen (2008)
- Straßensozialisten (2010)
- For the Love of Oi! (2013)

### Sonstige Veröffentlichungen
- Geächtet (Demo, 1996) (indiziert und beschlagnahmt)
- Kameradschaft (Split-CD mit SPQR, 2005)
- Niemals Verrat – Die frühen Jahre (Kompilation, 2005)